# سباستین سورسا
سباستین سورسا (فنلاندی: Sebastian Sorsa؛ زادهٔ ۲۵ ژانویهٔ ۱۹۸۴) بازیکن فوتبال اهل فنلاند است.
از باشگاه‌هایی که در آن بازی کرده‌است می‌توان به باشگاه فوتبال هلسینکی، باشگاه فوتبال لیدز یونایتد، و باشگاه فوتبال همیلتون آکادمیکال اشاره کرد.
وی همچنین در تیم‌های ملی فوتبال زیر ۲۱ سال فنلاند و فنلاند بازی کرده‌است.